# Schima argentea
Schima argentea är en tvåhjärtbladig växtart som beskrevs av Ernst Georg Pritzel och Friedrich Ludwig Diels. Schima argentea ingår i släktet Schima och familjen Theaceae. Inga underarter finns listade i Catalogue of Life.